# 相對論角動量
相對論角動量是角動量在狹義相對論與廣義相對論中的數學形式與物理概念，其與傳統在古典力學中的（三維）角動量有些許差異 (GR)。
角動量是由位置與動量衍生出的物理量，其為一物體「轉動程度」的測度，也反映出對於停止轉動的阻抗性。此外，如同動量守恆對應到平移對稱性，角動量守恆對應旋轉對稱性——諾特定理將對稱性與守恆律聯結起來。這些觀念在古典力學中即相當重要，而在狹義與廣義相對論中亦佔有重要角色。透過抽象代數中的龐加萊群、勞侖茲群可描述角動量、四維動量以及其他時空中的對稱的不變性。
在古典物理中不同類別的物理量，透過相對性原理在狹義與廣義相對論中自然的統合：比如時間與空間結合為四維位置，能量與動量結合為四維動量。這些四維向量與所使用的參考系相依，參考系之間的變換關係由勞侖茲變換來聯繫。相對論角動量的關係式則不那麼明顯…古典力學中的角動量定義為位置x與動量p的叉積，產生了一個贗向量x×p；其亦可透過外積產生一個二階反對稱張量x∧p。
上述提到自然統合，在角動量的情形為何呢？在此有一不常提及的向量——時變質量矩（英語：time-varying moment of mass），其非慣性矩，而是與質心的相對速度有關。時變質量矩與古典力學的角動量一起形成一個二階反對稱張量。對於旋轉的質能分佈（比如陀螺儀、行星、恆星、黑洞等），角動量張量與旋轉物體的應力-能量張量有關。
在狹義相對論情形，在自轉物體的靜止系中有一內稟角動量，類似於量子力學中的自旋，差別在於本篇談論對象是巨觀物體，而量子力學的自旋粒子是點粒子不可分割。相對論量子力學中，自旋角動量算符與軌道角動量算符加總為總角動量算符，為一張量算符。通例上，這樣的加總關係可以包立—盧班斯基贗向量來描述。

## 狹義相對論

一粒子具有質量m及瞬時三維位置x、瞬時三維動量p。其三維角動量，為一二重向量（平面單元（plane element））及軸向量。

### 軌道三維角動量
角動量的古典力學定義可沿用在狹義相對論與廣義相對論，但需做一些調整。

#### 叉積定義：贗向量
古典力學中，一粒子的軌道角動量是由其瞬時三維位置向量x = (x1, x2, x3) = (x, y, z)與動量向量p = (p1, p2, p3) = (px, py, pz)以叉積來定義的，其結果為一軸向量：
{\displaystyle \mathbf {L} =\mathbf {x} \times \mathbf {p} }
其三個分量為：
{\displaystyle L_{3}=x_{1}p_{2}-x_{2}p_{1}}
{\displaystyle L_{1}=x_{2}p_{3}-x_{3}p_{2}}
{\displaystyle L_{2}=x_{3}p_{1}-x_{1}p_{3}\,.}
這個物理量可以加成。對孤立系統而言，總角動量是守恆的。然而這項定義只可用在三維空間——叉積定義出一個軸向量，垂直於由x與p所架構出的平面。在四維的情形，不僅只一個軸可以垂直此二維平面，實際上有兩個軸。

#### 楔積定義：反對稱張量
另一種定義將軌道角動量視為一個平面單元（plane element）。將叉積改成外代數中的楔積，角動量則變為逆變二階反對稱張量：
{\displaystyle \mathbf {L} =\mathbf {x} \wedge \mathbf {p} }
其分量為：
{\displaystyle L^{ij}=x^{i}p^{j}-x^{j}p^{i}=2x^{[i}p^{j]}}
指標i跟j的值為1、2、3。這些分量組合成一個3 × 3反對稱矩陣：
{\displaystyle {\begin{aligned}\mathbf {L} &={\begin{pmatrix}L^{11}&L^{12}&L^{13}\\L^{21}&L^{22}&L^{23}\\L^{31}&L^{32}&L^{33}\\\end{pmatrix}}={\begin{pmatrix}0&L_{xy}&L_{xz}\\L_{yx}&0&L_{yz}\\L_{zx}&L_{zy}&0\end{pmatrix}}={\begin{pmatrix}0&L_{xy}&-L_{zx}\\-L_{xy}&0&L_{yz}\\L_{zx}&-L_{yz}&0\end{pmatrix}}\\&={\begin{pmatrix}0&xp_{y}-yp_{x}&-(zp_{x}-xp_{z})\\-(xp_{y}-yp_{x})&0&yp_{z}-zp_{y}\\zp_{x}-xp_{z}&-(yp_{z}-zp_{y})&0\end{pmatrix}}\end{aligned}}}